# Kanton Saint-Paterne
Kanton Saint-Paterne is een voormalig kanton van het Franse departement Sarthe. Kanton Saint-Paterne maakte deel uit van het arrondissement Mamers en telde 10.778 inwoners (1999). Het werd opgeheven bij decreet van 24 februari 2014 met uitwerking op 22 maart 2015.

## Gemeenten
Het kanton Saint-Paterne omvatte de volgende gemeenten:
- Ancinnes
- Arçonnay
- Bérus
- Béthon
- Bourg-le-Roi
- Champfleur
- Chérisay
- Fyé
- Gesnes-le-Gandelin
- Grandchamp
- Le Chevain
- Livet-en-Saosnois
- Moulins-le-Carbonnel
- Oisseau-le-Petit
- Rouessé-Fontaine
- Saint-Paterne (hoofdplaats)
- Thoiré-sous-Contensor